# Hănășești (gmina Poiana Vadului)
Hănășești – wieś w Rumunii, w okręgu Alba, w gminie Poiana Vadului. W 2011 roku liczyła 84 mieszkańców.